# Amasia, Armavir
Amasia là một đô thị thuộc tỉnh Armavir, Armenia. Dân số ước tính năm 2011 là 1173 người.